# Frank Darabont
Frank Darabont (ur. 28 stycznia 1959 w Montbéliard) – amerykański reżyser, scenarzysta i producent filmowy.
Znany głównie dzięki swoim ekranizacjom dzieł Stephena Kinga.

## Życiorys

### Wczesne lata
Urodził się w Montbéliard, we Francji w obozie dla węgierskich uchodźców. Jego rodzice uciekli z Węgier podczas rewolucji w 1956 z powodu prześladowania przez reżim komunistyczny. Cała rodzina przeprowadziła się do Chicago, kiedy Frank był jeszcze dzieckiem.

### Kariera
Karierę w Hollywood Darabont zaczynał jako dekorator i asystent producenta. Podczas asystowania na planie Piekielna noc (1981) Frank poznał reżysera Chucka Russela, który zaproponował mu napisanie scenariusza do trzeciej części Koszmaru z ulicy Wiązów (1987). Kolejne scenariusze autorstwa Darabonta to Plazma (1988) (remake filmu Blob, zabójca z kosmosu), (1958) oraz Mucha II (1989) – sequel słynnego filmu Davida Cronenberga z 1986. Jako reżyser Frank Darabont zadebiutował thillerem telewizyjnym Pogrzebany żywcem (1990) z Jennifer Jason Leigh w roli głównej.
Pierwszy film kinowy, którego reżyserem i scenarzystą był Darabont, to Skazani na Shawshank (1994) – dramat więzienny, w którym zagrali Tim Robbins i Morgan Freeman. Film ten cieszył się dużą popularnością i przyniósł reżyserowi nominacje do Złotego Globu i Oscara dla scenariusza adaptowanego. Pięć lat później na ekrany wszedł drugi film Franka Darabonta – Zielona mila (1999), dramat więzienny z Tomem Hanksem w roli strażnika. Również i ten film okazał się sukcesem. Darabont otrzymał nominację do nagrody Amerykańskiej Gildii Reżyserów Filmowych oraz do dwóch Oscarów – dla najlepszego filmu i scenariusza adaptowanego. Oprócz scenariusza i reżyserii, Frank Darabont pełnił w Zielonej mili funkcję producenta.

## Filmografia

### Reżyser
- The Woman in the Room (1983) (film krótkometrażowy)
- Pogrzebany żywcem (Buried Alive, 1990)
- Skazani na Shawshank (The Shawshank Redemption, 1994)
- Zielona mila (The Green Mile, 1999)
- Majestic (The Majestic, 2001)
- Mgła (The Mist, 2007)